# Lemon Tree (travhäst)
Lemon Tree, född 12 april 2021, är en fransk varmblodig travhäst som tränas av William Bigeon och körs antagligen av Bigeon själv eller Benjamin Rochard.
Han började tävla 2023 och inledde med en galopp för att sedan ta två raka vinster. Han har hittills sprungit in 114 000 euro på 7 starter, varav 3 segrar, 2 andraplatser och 1 tredjeplats. Karriärens hittills största seger har kommit i Prix Timoko (2024).
Han har även segrat i Prix Erato (2023) och kommit på andraplats i Prix Emmanuel Margouty (2023) och på tredjeplats i Prix Maurice de Gheest (2024).

## Statistik
| Statistik för Lemon Tree (Ref.) | Statistik för Lemon Tree (Ref.) | Statistik för Lemon Tree (Ref.) | Statistik för Lemon Tree (Ref.) | Statistik för Lemon Tree (Ref.) | Statistik för Lemon Tree (Ref.) |
| ------------------------------- | ------------------------------- | ------------------------------- | ------------------------------- | ------------------------------- | ------------------------------- |
| Starter                         | Placeringar                     | Startprissumma                  | Segerprocent                    | Platsprocent                    | Rekord                          |
| 7                               | 3-2-1                           | 114 000 euro                    | 43 %                            | 86 %                            | 1.14,6ak,                       |

### Starter
| # | Datum             | Lopp                          | Bana      | Kusk             | Tid     | Distans | Plac. | Vinstbelopp |
| - | ----------------- | ----------------------------- | --------- | ---------------- | ------- | ------- | ----- | ----------- |
| - | 20 juni 2023      | Kvallopp                      | Laval     | William Bigeon   | 1.18,9a | 2 140 m | gdk   | 0 euro      |
| 1 | 3 september 2023  | Prix des Colombiers de France | Alencon   | William Bigeon   | Da      | 2650 m  | Da    | 0 euro      |
| 2 | 12 september 2023 | Prix Erato                    | Vincennes | William Bigeon   | 1.17,0a | 2 200 m | 1     | 14 850 euro |
| 3 | 16 oktober 2023   | Prix de Pallencourt           | Enghien   | William Bigeon   | 1.17,7a | 2 875 m | 1     | 19 350 euro |
| 4 | 15 november 2023  | Prix Roger Massue             | Craignes  | Benjamin Rochard | 1.15,6a | 2 750 m | 2     | 6 000 euro  |
| 5 | 25 november 2023  | Prix Timoko                   | Vincennes | Benjamin Rochard | 1.14,6a | 2 200 m | 1     | 27 000 euro |
| 6 | 16 december 2023  | Prix Emmanuel Margouty        | Vincennes | Benjamin Rochard | 1.15,1a | 2 700 m | 2     | 30 000 euro |
| 7 | 6 januari 2024    | Prix Maurice de Gheest        | Vincennes | Benjamin Rochard | 1.14,9a | 2 175 m | 3     | 16 800 euro |